# Pequot
Los pequot son una tribu algonquina de Nueva Inglaterra, cuyo nombre proviene de pekawatawog, pequttoog, o Paquatanog “destructor”. Estaban divididos en numerosos grupos, de los cuales hoy sólo quedan dos:
- Los Mashantucket, que han constituido la Mashantucket Pequot Nation, y viven en Connecticut.
- Los Mohegan, que se unieron a los Brotherton Indians, y la mayoría vive en Nueva York.

## Localización
Vivían en las orillas de los ríos Connecticut y Thames, en el condado de New London, cerca del río Niantic, y controlaban New Haven y Guilford. Actualmente tienen una pequeña reserva estatal en el río Mystic.

## Demografía
En 1630 eran unos 3.000 individuos, pero en 1676 fueron reducidos a 1.500. Su número disminuyó de tal manera que en 1832 sólo quedaban 40. En 1910 había inscritos 66 en Connecticut, pero aumentaron a 200 en 1960 y en 1990 ya había 700 reconocidos.
Por lo que respecta a los mohegan, en 1643 eran 2.500 individuos, pero en 1980, según Asher, había 1400 con los montauks y narragansett.
Según datos de la BIA de 1995, en la Reserva Mashantucket Pequot de Connecticut vivían 155 individuos. En la Reserva Mohegan de Connecticut vivían 642 individuos (564 en el rol tribal). Según el censo de 2000, había 2.797 pequot y 2.428 mohegan.

## Costumbres
Cultivaban maíz, cazaban animales del bosque y pescaban en los ríos, como los otros algonquinos de la costa. Sus viviendas eran cabañas de corteza llamadas wigwam. Los hombres vestían pantalones de piel, polainas y mocasines cómodos, y las mujeres faldillas de piel y mantones o túnicas. También creían en los manitu (poderes de las visiones). 
Cada fracción tenía un sachem o caudillo, y los chamanes eran poderosos e importantes. Las principales ciudades pequot fueron Aukumbumsk, Cosattuck, Cuppunaugunnit, Mangunckakuck, Maushantuxet, Mystic, Nameaug, Paupattokshick, Pawcatuck, Sauquonckackock, Stonington, Tatuppequauog y Weinshauks.

## Historia
Desde 1620 vivían mano a mano con los colonos blancos, comerciaban con holandeses e ingleses en el río Connecticut y en la bahía de Narragansett. También se hicieron con algunos territorios de los extintos massachusetts. Posiblemente eran unos 6.000.
Eran la tribu más poderosa de Connecticut. En 1633-1634 sufrieron una epidemia de viruela y su número se redujo a 3.000; los colonos intentaron comprarles las tierras y, como se negaron, comenzaron el pillaje. Su caudillo Sassacus cometió algunos ultrajes a los blancos en venganza de otros que estos habían realizado. Y con la excusa de la muerte de un comerciante de Boston en Black Island el verano de 1636, en 1637 los bostonianos organizaron una expedición punitiva dirigida por John Mason, en la que quemaron poblados y campos, ayudados por el jefe proscrito Uncas, cabeza de la facción de los mohegan, escindida de los pequot, quien con 70 hombres ayudó a los milicianos. Como querían las tierras, quemaron campamentos y mataron a espada.
El 25 de mayo de 1637 unos 600 indios, incluidas mujeres y niños, fueron exterminados en la matanza de Fort Mystic, donde los clérigos puritanos excitaron la violencia de los milicianos. Como consecuencia, se separaron en pequeñas bandas. Sassacus y otros consiguieron escapar, pero fueron muertos por los mohawk, y los supervivientes vendidos como esclavos.
Por su lado, los mohegan absorbieron parte de los pequot supervivientes, y en 1643-45 ayudaron a los colonos contra los narragansetts, y recibieron una concesión de territorio como reserva que se mantuvo vigente hasta 1773. Además, en 1673 ayudaron a los colonos contra los wampanoag. De esta manera, en 1674 pasaron de tener 4.000 guerreros a tener sólo 300. En 1655 fueron puestos bajo control del gobierno y se liberó a los últimos que permanecían como esclavos, de manera que se establecieron en las orillas del río Mystic. Finalmente, en 1667 los Mashantucket Pequot, únicos supervivientes, consiguieron una reserva en el río Mystic (SE Connecticut).

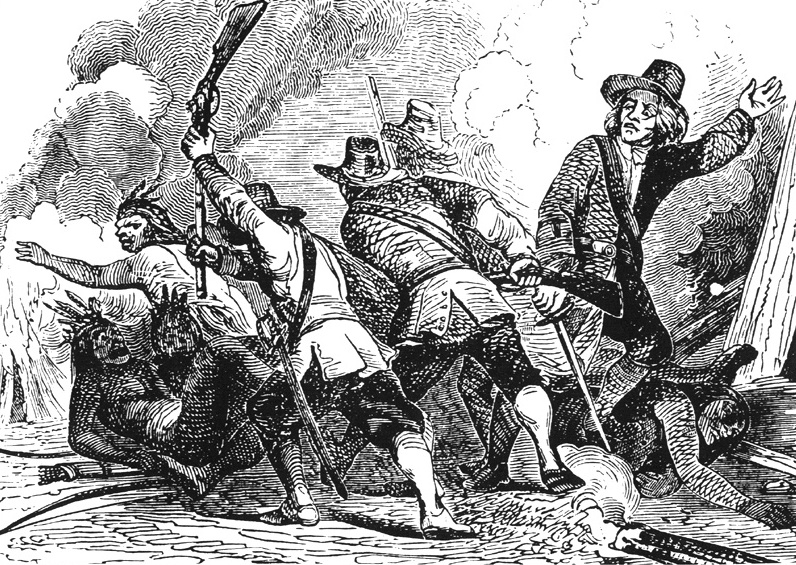
Ataque de los colonos a los pequot de Fort Mystic (Biblioteca del Congreso de Estados Unidos).

En cuanto a los mohegan, cuando se extendieron los establecimientos blancos, vendieron la mayor parte de sus tierras y se recluyeron en una pequeña reserva en el condado de New London. Su pueblo, Mohegan, hoy es la ciudad del mismo nombre. Algunos de los jefes de la tribu han sido Henry Matthews/Wegun (1902-1903), cestero; Occum/Lemuel Fielding (1903-1928). Baix, Everett Fielding (1929-1935) y Peegee Uncas/Julian Harris (1935-1937)Matahga/Burrill Fielding (1937-1952), Harold Albert Tantaquidgeon (1952-1970), Little Hatchet/ Courtland Fowler (1970-1991) y Ralph Sturges (1992-?)
Su número menguó cuando fueron rodeados por los colonos blancos. Muchos se unieron a los scaticook, pero en 1788 la mayoría, comandada por Samson Occom, se unió a los indios Brotherton de Nueva York. En 1856 Connecticut vendió 600 de sus acres sin permiso. Así en 1910 sólo unos 66 vivían en la reserva. En 1976 ganaron por ley que les devolvieran las tierras y 700.000 dólares de indemnización, y en 1983 fueron reconocidos federalmente como tribu los Mashantucket Pequot.
En 1986 llegaron a un acuerdo con el gobierno de Connecticut para abrir un casino en 1992 en Foxwoods, que les dio unas ganancias anuales de 10 millones de dólares. No obstante, en 1983 el presidente Ronald Reagan vetó una petición de tierras de los mohegan a Connecticut. En 1994, sin embargo, los Mohegan fueron reconocidos como tribu.
En mayo de 1996 se enfrentaron al magnate Donald Trump a causa del casino de Foxwoods, ya que unos 350 indios de la reserva recibían 600 millones de pesetas en juego y daban trabajo a 12.000 personas. El jefe de la tribu, Richard Hayward, anunció un plan para recuperar las atarazanas históricas del estado para hacer un ferry y llevar jugadores a la reserva. 
Screaming Eagle es el jefe de la tribu desde 2000.

## Lista de pequot y mohegan
- Sassacus
- Uncas
- Samson Occom
- William Apess
- Fidelia Fielding
- Emma Baker
- Gladys Tantaquidgeon
- Clarence Freeman
- Melissa Jayne Fawcett